# Осорио, Мариано
Мариано де Осорио (исп. Mariano de Osorio; 1777, Севилья, Испания — 1819, Гавана, Куба) — испанский генерал-капитан и губернатор Чили в 1814—1815 годах.

## Биография
Родился в 1777 году в Севилье. Военная карьера в период Испанской войны за независимость 1808—1812 годов против вторгшихся на Иберийский полуостров Наполеоновской армии — так называемая «Война на Полуострове». Эту войну он закончил в чине генерала артиллерии. Также занимался преподаванием математики в военной академии. В 1810 году он был назначен начальником военного завода в Каталонии.
В 1812 году Мариано де Осорио получил новое назначение в королевские войска в вице-королевстве Перу. В Новом Свете Мариан Осорио заключил удачный брачный союз, женившись на аристократке Хоакине де ла Песуэле, дочери вице-короля Перу Хоакина де ла Песуэлы.
В июле 1814 года по поручению вице-короля Перу Хосе Фернандо де Абаскаля бригадный генерал Мариано де Осорио возглавил военную кампанию против чилийских революционеров, чтобы вернуть Чили под власть испанской короны.
1-2 октября 1814 года в битве при Ранкагуа Мариано де Осорио, командуя армией роялистов (2200 чел., 18 пушек) разбил войско борцов за независимость (2000 чел., 6 орудий), возглавляемое Бернардо О’Хиггинсом и Хосе Мигелем Каррерой. После битвы роялисты устроили жестокую резню пленных республиканцев и сочувствовавших им мирных жителей. Особенно отличился сподвижник Мариано Осорио, Винсенте Сан-Бруно, командующий испанским полком Талавера де ла Рейна, о котором чёрная память и по сей день сохраняется в Чили. После поражения при Ранкагуа Бернардо О’Хиггинс, чудом оставшийся в живых после ранения и прорвавшийся с остатками своих войск из Ранкагуа, и диктатор Хосе Мигель Каррера бежали в провинцию Ла-Плата (Аргентина). Верные испанской короне войска под командованием Мариано Осорио через несколько дней триумфально вступили в Сантьяго. В честь победы при Ранкагуа испанское правительство ввело специальную награду «Крест Ранкагуа».
3 октября 1814 года Мариано де Осорио был назначен генерал-капитаном и губернатором Чили. Он взялся за восстановление испанских порядков в колонии, сурово наказывая повстанцев — одни были повешены, а других отправили в ссылку на острова Хуан-Фернандес. Роялисты, пострадавшие во время революции, получили компенсацию за потерянное имущество. По распоряжению Мариано Осорио были закрыты национальный институт и библиотека, основанные диктатором Хосе Мигелем Каррерой. Такие суровые меры способствовали водворению порядка в Чили, но одновременно вызвали недовольство и рост республиканских настроений среди населения. После двухлетнего управления провинцией Мариано де Осорио вернулся в Лиму, столицу вице-королевства Перу, передав дела и должность новому губернатору Франсиско Марко дель Понту.
В то самое время в Аргентине (провинции Ла-Плата) Бернардо О’Хиггинс совместно с тамошним революционным деятелем Хосе Франсиско де Сан-Мартином сформировал так называемую Андскую армию для изгнания роялистов из Чили. В начале 1817 года эта освободительная армия, насчитывавшая свыше пяти тысяч человек, совершила исключительно трудный переход через Анды и вступила на территорию Чили.
12 февраля 1817 года чилийские и аргентинские революционеры во главе с О’Хиггинсом и Сан-Мартином, имея двукратное превосходство в живой силе, в битве при Чакабуко нанесли поражение роялистам, которыми командовал генерал Рафаель Марото и вступили в Сантьяго, где во второй раз была провозглашена независимость Чили от Испании.
В 1818 году Мариано де Осорио во второй раз возглавил силы роялистов для подавления восстания в Чили. С пятитысячным войском он отплыл из Перу и высадился в Талькауано, откуда двинулся маршем на север. 19 марта 1818 года в битве при Канча-Раяда Мариано Осорио разгромил семитысячное войско революционеров. 2 тысячи повстанцев бежало с поля битвы, революционеры потеряли всю артиллерию. О’Хиггинс получил тяжелое ранение. Сан-Мартин отступил в Сантьяго, где быстро восстановил численность своих сил. Но роялисты также понесли крупные потери в битве, армия Осорио сократилась в два раза.
В апреле 1818 года армия Хосе де Сен-Мартина выступила из Сантьяго и пересекла Анды. 5 апреля того же года в битве при Майпу роялисты под командованием Мариано де Осорио потерпели сокрушительное поражение, потеряв убитыми и ранеными две тысячи человек. С оставшимися в живых офицерам и солдатами Мариано де Осорио вынужден был отступить в вице-королевство Перу. Чили было навсегда потеряно для испанской короны. В Лиме, столице вице-королевства, Мариано де Осорио был отдан под суд, но его оправдали. Поражение при Майпу фактически поставило крест на военной карьере генерала Мариано Осорио. Он решил вернуться в Испанию, но по пути домой, на корабле, заболел малярией, и скончался на Кубе, в городе Гавана.